# Carlos Amarilla
Carlos Arecio Amarilla Demarqui (ur. 26 października 1970) – paragwajski sędzia międzynarodowy, z wykształcenia inżynier elektryk. Uczestnik Mistrzostw Świata w 2006, Pucharu Konfederacji w 2005 i w 2003, a także turnieju Copa América w 2004 i 2011. Zna portugalski i angielski. Mieszka w Asunción.